# Francisco Osorio y Ávalos
Francisco Osorio y Ávalos (Santiago de Guatemala c. 1560s - Santiago de Guatemala c. mediados del siglo XVII) fue un vecino de la ciudad de Santiago de Guatemala que ejerció el cargo de alcalde mayor de San Salvador desde 1596 a 1603.

## Biografía
Francisco Osorio y Ávalos nacería muy probablemente en Santiago de Guatemala por la década de 1560s, se sabe que para 1586 tenía un potrero de 4 caballerías en Santa Catarina Pinula y Sierra de Canales, y que se casó con Juana Montúfar Vivar y Quiñones (hija del pintor Francisco de Montúfar Bravo de Laguna, y de Juana Maldonado Vivar y Quñónes, descendiente de los conquistadores de Guatemala Luis de Vivar y Francisco de Quiñones) .
El 18 de febrero de 1596 -por real provisión del rey Felipe II-  fue nombrado alcalde mayor de San Salvador, en sustitución del anterior alcalde mayor Martín de Vega y Aceituno; muy probablemente tomaría posesión de dicho cargo en ese mismo año de 1596, y lo ejercería hasta el año de 1603.
Se desconoce que fue de él luego de su período como alcalde mayor, muy probablemente se quedó a residir en Santiago de Guatemala; su fallecimiento probablemente ocurrió cerca de mediados del siglo XVII, ya que el 20 de julio de 1667 su esposa mencionaba en su testamento que era viuda.